# Vjekoslav Šutej
Vjekoslav Šutej, hrvaški dirigent, * 31. julij 1951, Reka, † 2. december 2009, Zagreb.
Šutej je bil eden mednarodno najbolj uveljavljenih hrvaških dirigentov. Študiral je na Akademiji za glasbo v Zagrebu, podpilomski študij pa je opravil v Rimu, v razredu Franza Ferrare. Šutej je bil umetniški ravnatelj Dubrovniških letnih iger in redni profesor na zagrebški akademiji za glasbo. Med letoma 1984 in 1989 je bil umetniški vodja in šef dirigent Hrvaškega narodnega gledališča v Splitu. 
Bil je tudi član španske Kraljeve akademije lepih umetnosti. V Sevilji je ustanovil Kraljevi simfonični orkester ter do leta 1996 deloval kot njegov direktor in šef dirigent. 
Leta 2008 je zbolel za levkemijo, uspešno prestal presaditev kostnega mozga in se spomladi leta 2009 za kratek čas vrnil na koncertne odre. Umrl je 2. decembra 2009. 